# Michałowice (gmina Sobótka)
Michałowice (niem. Michelwitz) – wieś położona na Równinie Wrocławskiej, administracyjnie w województwie dolnośląskim, w powiecie wrocławskim, w gminie Sobótka.
W latach 1975–1998 miejscowość należała administracyjnie do województwa wrocławskiego.

## Nazwa
Nazwa jest patronimiczną nazwą wywodzącą się od polskiej formy męskiego pochodzenia biblijnego – Michała i pochodziła od założyciela wsi lub jej patrona. Heinrich Adamy w swoim dziele o nazwach miejscowych na Śląsku wydanym w 1888 roku we Wrocławiu jako starszą od niemieckiej wymienia staropolską formę nazwy – Michałowicz podając jej znaczenie "Dorf der St. Michael" – "Wieś św. Mikołaja".